# آبشار کیراگ فوسن
آبشار کیراگ فوسن (به نروژی: Kjeragfossen) آبشاری است که در کشور نروژ واقع شده‌است و بلندترین ریزشگاه آن ۷۱۵ متر ارتفاع دارد. این آبشار، بیست و چهارمین آبشار بلند جهان است.